# Architektura barokowa na Malcie

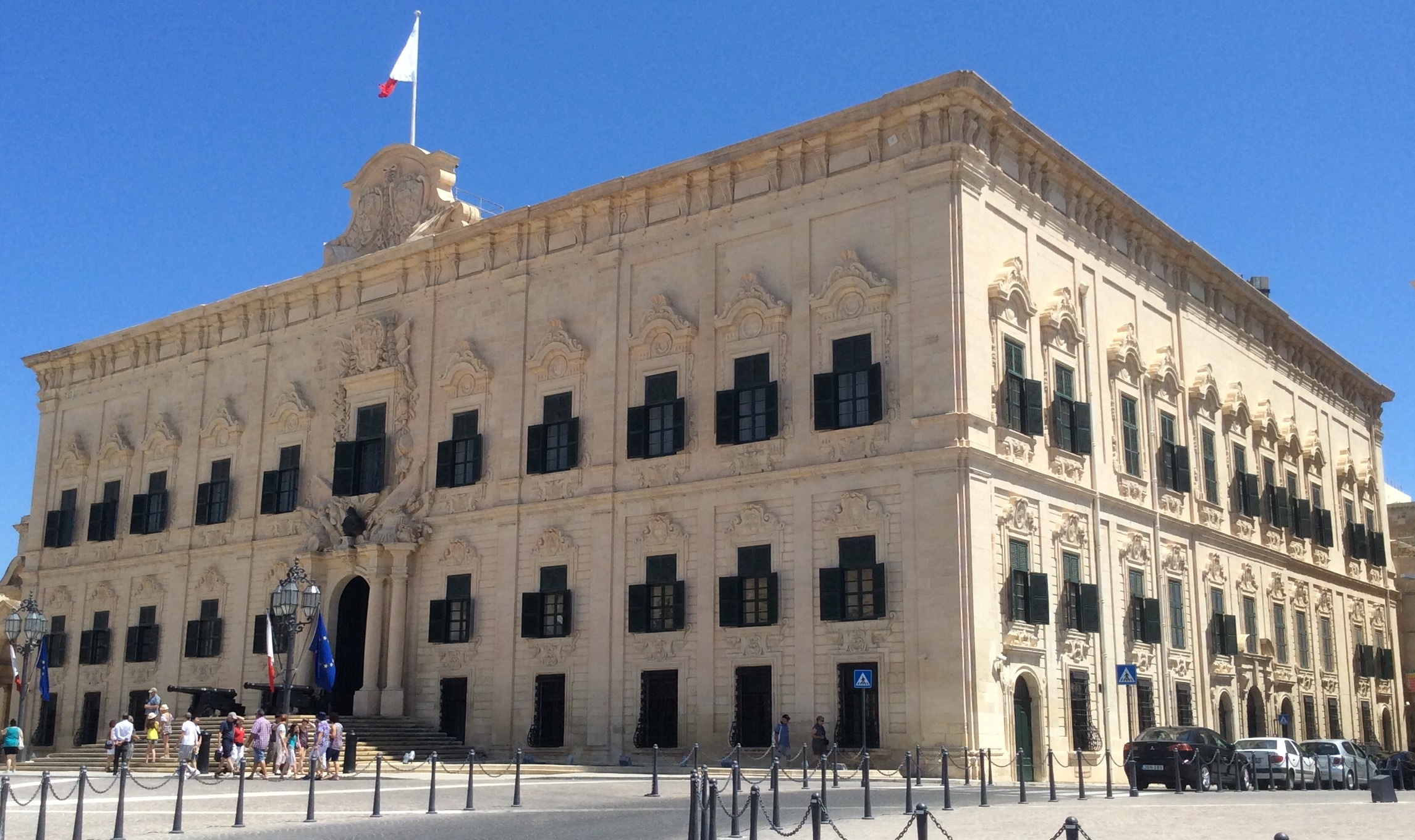
Zajazd Kastylijski w Valletcie, zaprojektowany przez Andreę Belliego w latach 1741–45

Maltańska architektura baroku – forma architektury barokowej, która rozwinęła się na Malcie w wiekach XVII i XVIII, kiedy wyspy były rządzone przez Zakon św. Jana. Styl barokowy wprowadzony został na Maltę we wczesnym wieku XVII, prawdopodobnie przez inżyniera z Bolonii Bontadino de Bontadiniego w czasie, gdy budował on akwedukt Wignacourta. Styl stał się popularny w połowie wieku XVII, i osiągnął szczyt swojego rozkwitu w połowie XVIII wieku, kiedy stawiane były monumentalne barokowe budowle, takie jak Zajazd Kastylijski.
Styl barokowy zaczął być wypierany przez klasycyzm i inne style na początku XIX wieku, kiedy Malta była pod rządami brytyjskimi. Mimo tego elementy baroku wciąż miały wpływ na tradycyjną architekturę maltańską. W XIX i XX wieku wciąż budowano wiele kościołów w stylu barokowym; wiek XXI przyniósł tendencję zniżkową.

## Podłoże

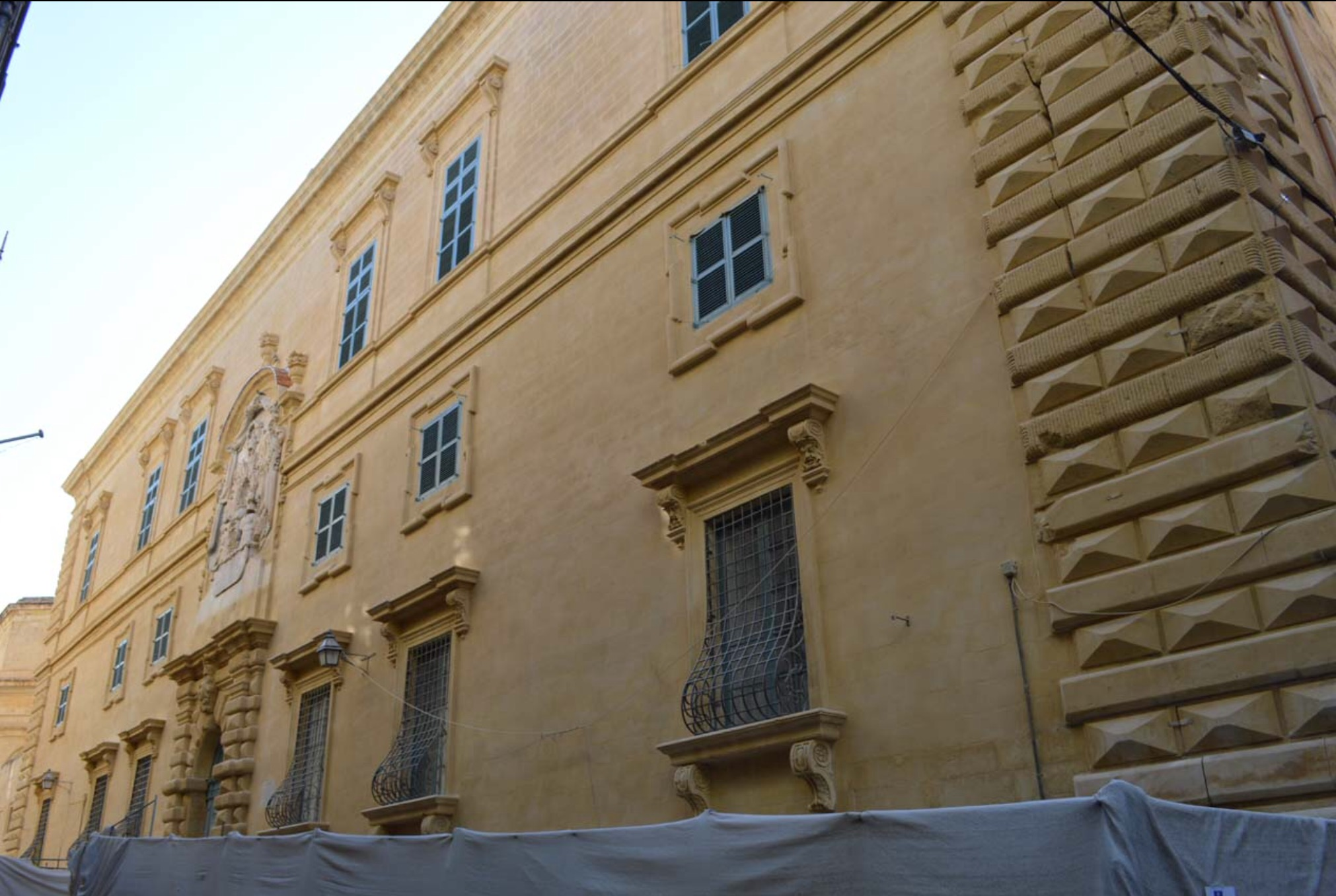
Zajazd Włoski w Valletcie, oryginalnie zaprojektowany przez Girolamo Cassara w stylu manierystycznym, później przedekorowany w stylu barokowym

Przed wprowadzeniem baroku na Maltę, wiodącym stylem architektonicznym na wyspach był manieryzm, odmiana architektury renesansowej, który został spopularyzowany na Malcie około połowy XVI wieku. Najwybitniejszym architektem manierystycznym na Malcie był Girolamo Cassar, który zaprojektował wiele prywatnych, publicznych oraz religijnych budowli w ówcześnie nowo budowanej stolicy kraju – Valletcie. Styl Cassara był cokolwiek surowy, wiele jego budynków przypominało stylem architekturę militarną. Wyjście manieryzmu z mody oraz zastąpienie go przez barok trwało około stu lat; według Jamesa Quentina Hughesa to Lorenzo Gafà mógł być inicjatorem nowego stylu.

## XVII wiek

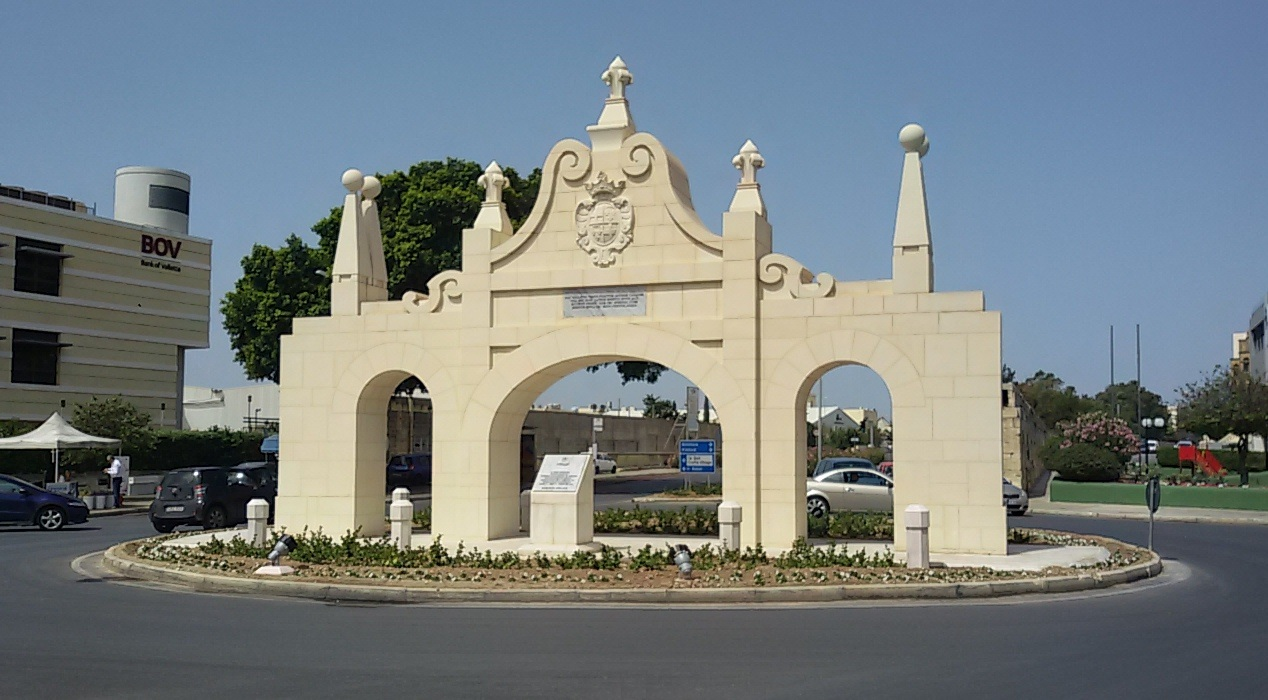
Współczesna rekonstrukcja Łuku Wignacourta, zbudowanego w roku 1615 przez Bontadino de Bontadiniego

Według historyka Giovanniego Bonello, styl barokowy został prawdopodobnie wprowadzony na Maltę przez bolońskiego architekta i inżyniera Bontadino de Bontadiniego na początku XVII wieku. W lipcu 1612 roku Bontadini został zatrudniony do zbudowania akweduktu Wignacourta, którego budowa została zakończona 21 kwietnia 1615 roku. Ozdobne elementy akweduktu, mianowicie Łuk Wignacourta, trzy wieże wodne oraz kilka fontann, są prawdopodobnie najwcześniejszymi elementami architektonicznymi w stylu barokowym na Malcie.

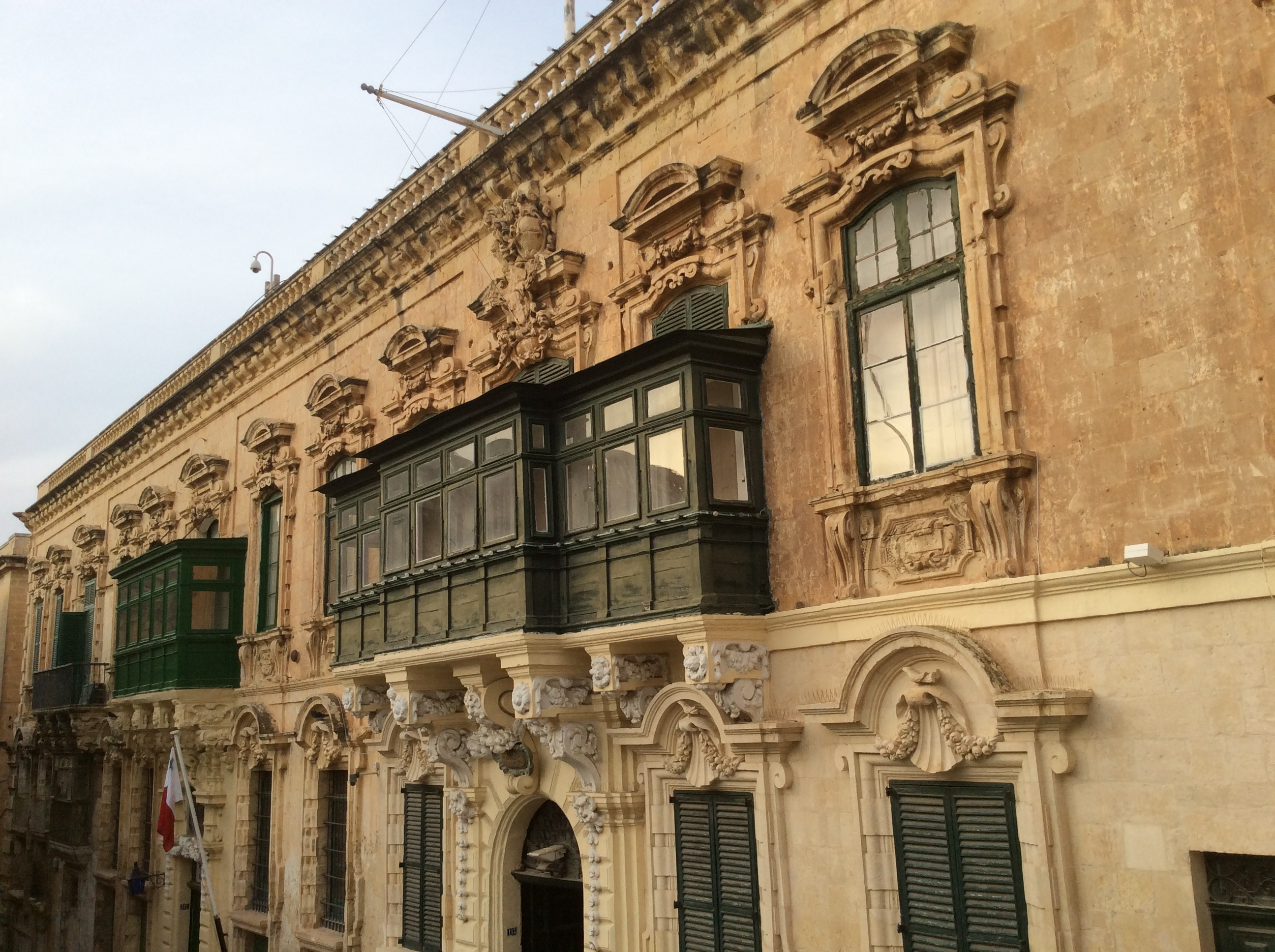
Hostel de Verdelin, przykład hiszpańskiej architektury barokowej z połowy XVII wieku na Malcie

Jednakże, według Leonarda Mahoneya, to Francesco Buonamici wprowadził architekturę barokową na Maltę. W każdym razie Buonamici jest oficjalnie uznany za popularyzatora baroku po zaprojektowaniu kościoła Jezuitów w Valletcie w roku 1635. W następnych dziesięcioleciach Zakon Joannitów rozpoczął budowanie wielu nowych barokowych budowli, w niektórych już istniejących zmieniony został wystrój lub przebudowano fasady. Przykładami wczesnego baroku maltańskiego są budynki Zajazdu Prowansalskiego (odnowiony 1638) oraz Hostelu de Verdelin (ok. 1650). Najbardziej barokowe budynki na Malcie odznaczają się wpływami włoskiej i francuskiej architektury barokowej, lecz kilka ma typowe cechy baroku hiszpańskiego.

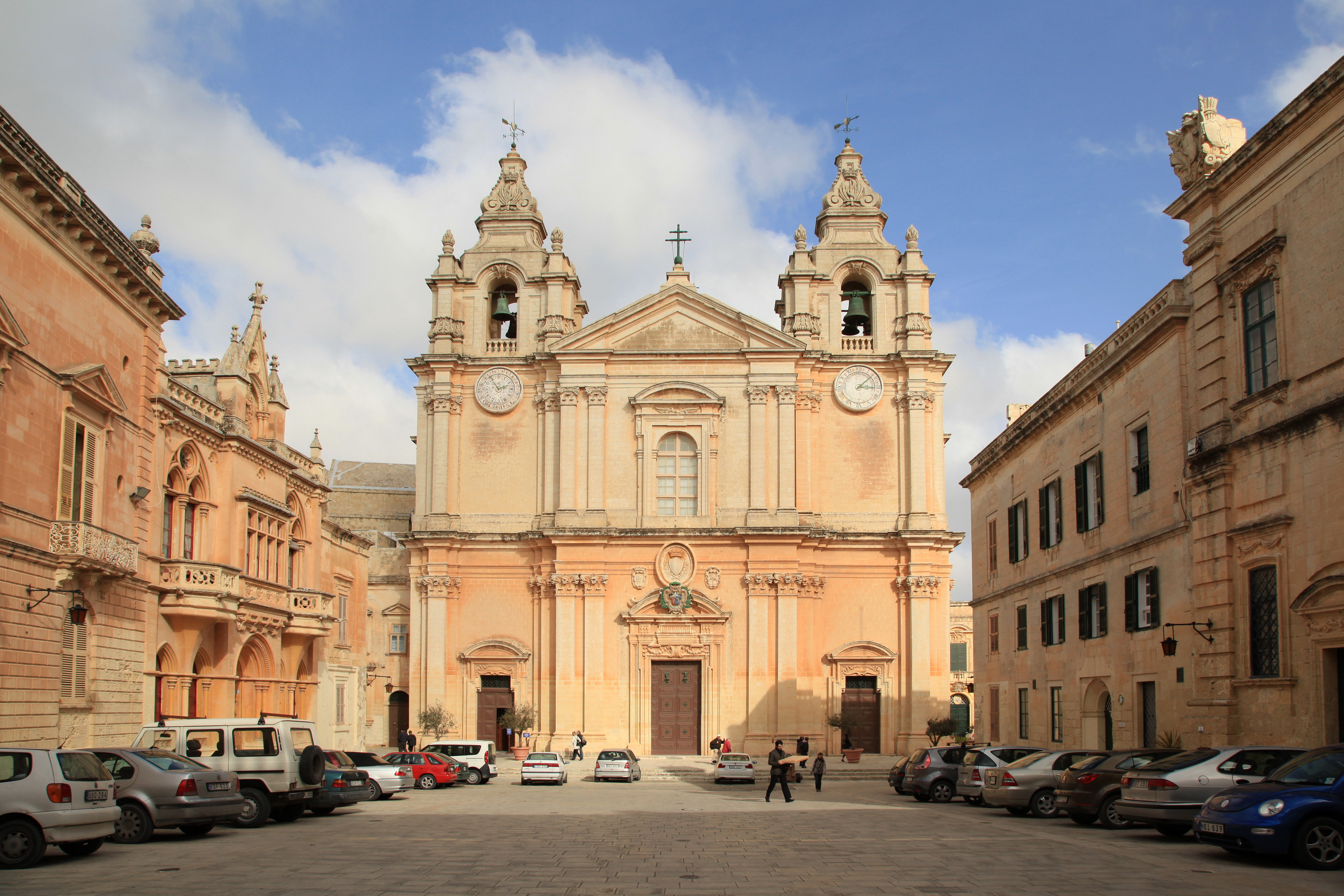
Katedra św. Pawła w Mdinie, zaprojektowana przez Lorenzo Gafà i przebudowana w latach 1696–1705

W latach sześćdziesiątych XVII wieku i później zapoczątkowano budowanie w stylu barokowym wielu kościołów, charakteryzujących się wielkimi kopułami oraz dzwonnicami, które dominowały na tle nieba ponad wieloma miastami i wioskami. Jednym z najbardziej znanych i wpływowych architektów maltańskiego baroku był Lorenzo Gafà, który w latach 1660–1690 zaprojektował wiele kościołów. Jego arcydziełem jest katedra św. Pawła w Mdinie, przebudowana w latach 1696–1705 po tym, jak oryginalna średniowieczna świątynia została mocno uszkodzona podczas trzęsienia ziemi w roku 1693. Inne znakomite kościoły zaprojektowane przez tego architekta to Kolegiata św. Wawrzyńca w Birgu (1681–97) oraz katedra Wniebowzięcia Najświętszej Maryi Panny w Victorii na Gozo (1697–1711).
W międzyczasie wiele istniejących już kościołów zostało przedekorowanych w stylu barokowym. Wnętrze katedry św. Jana w Valletcie, tytularnego kościoła Zakonu Joannitów, w latach 60. XVII w. zostało mocno upiększone przez kalabryjskiego artystę Mattia Pretiego, jakkolwiek manierystyczna część zewnętrzna została zachowana.

## XVIII wiek

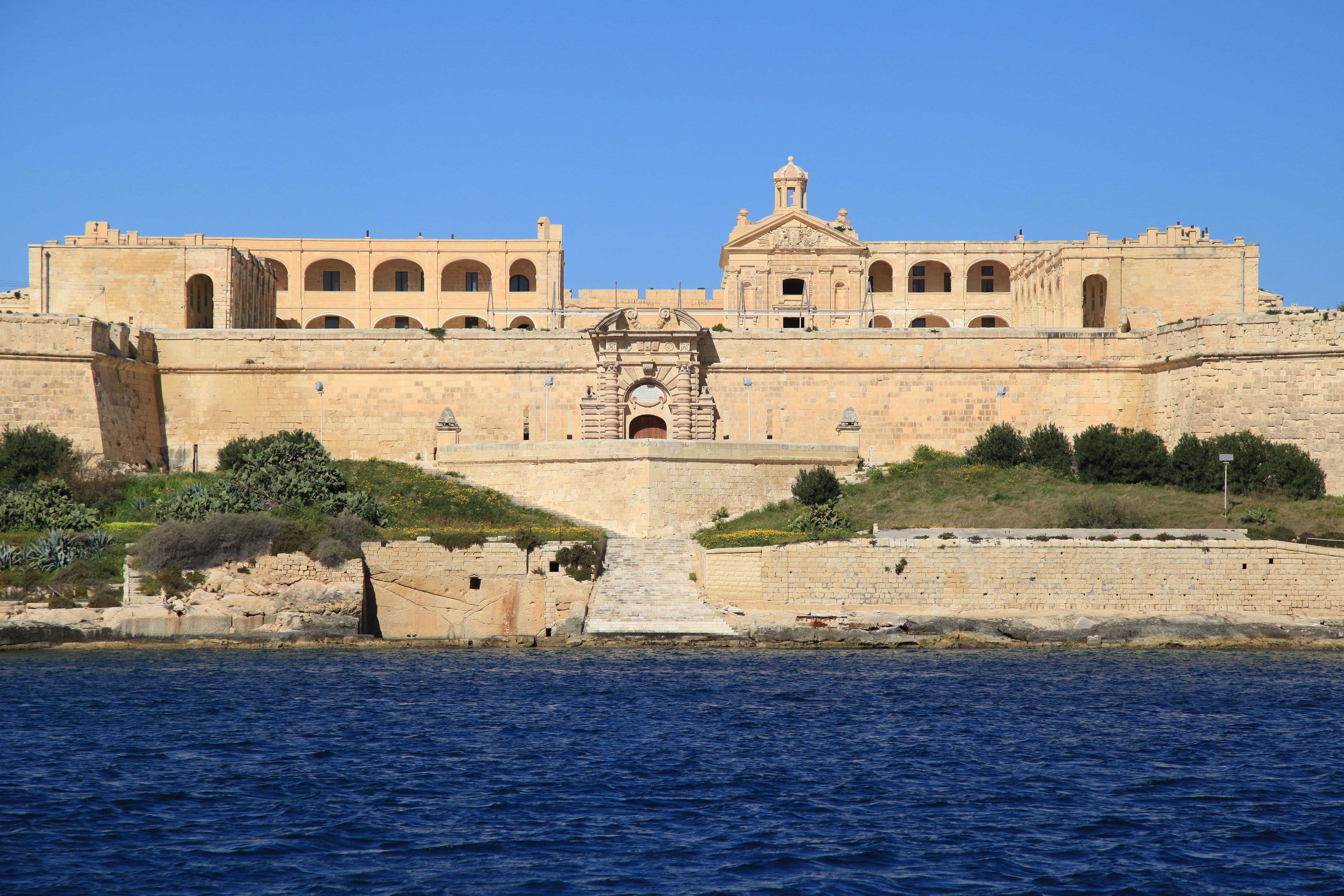
Fort Manoel, barokowa forteca zbudowana w latach 1723–1733

Styl barokowy był najpopularniejszym stylem na Malcie w XVIII wieku. Przykładami barokowych budynków z pierwszej połowy tego wieku są Banca Giuratale w Valletcie (1721), Fort Manoel w Gżira (1723–33) i Casa Leoni w Santa Venera (1730).

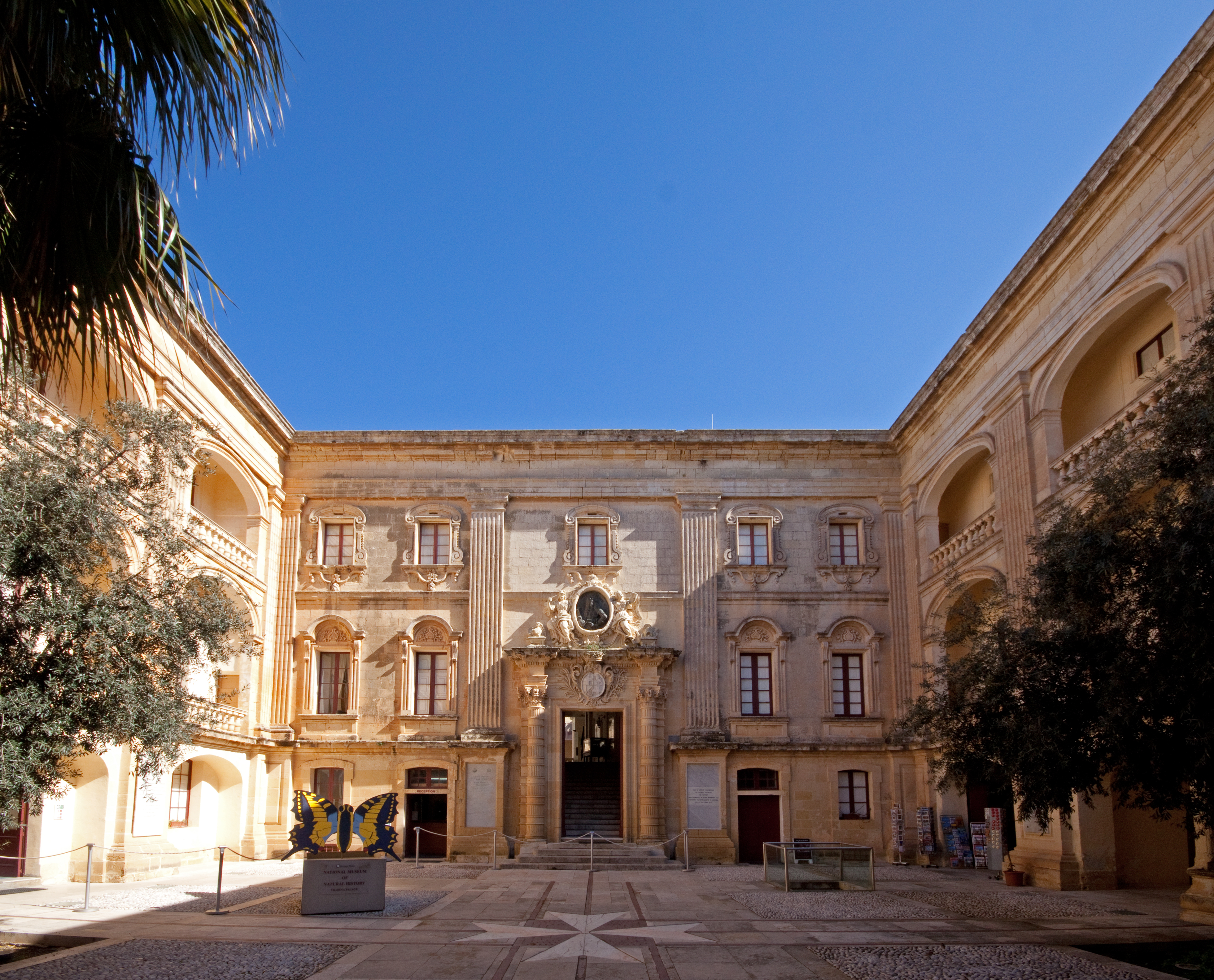
Palazzo Vilhena w Mdinie, zaprojektowany przez Charlesa François de Mondion w latach 1726–28

Przykładem zaplanowania barokowego miasta jest przeprojektowanie przez Charlesa François de Mondion byłego stołecznego miasta Mdiny w latach 1720. Podczas trzęsienia ziemi w roku 1693 zniszczonych zostało wiele średniowiecznych budynków, więc w roku 1722 nowo wybrany Wielki Mistrz Antonio Manoel de Vilhena zainicjował program odbudowy pod kierownictwem Mondiona. Wzmocnione zostały wtedy fortyfikacje, i wiele budynków publicznych, do których wprowadzono znaczące elementy francuskiego baroku, zostało zbudowanych. Są to, m.in. Main Gate (1724), portal Bramy Greków (1724), Torre dello Standardo (1725), Palazzo Vilhena (1726–28), Banca Giuratale (1726–28) oraz Corte Capitanale (1726–28).

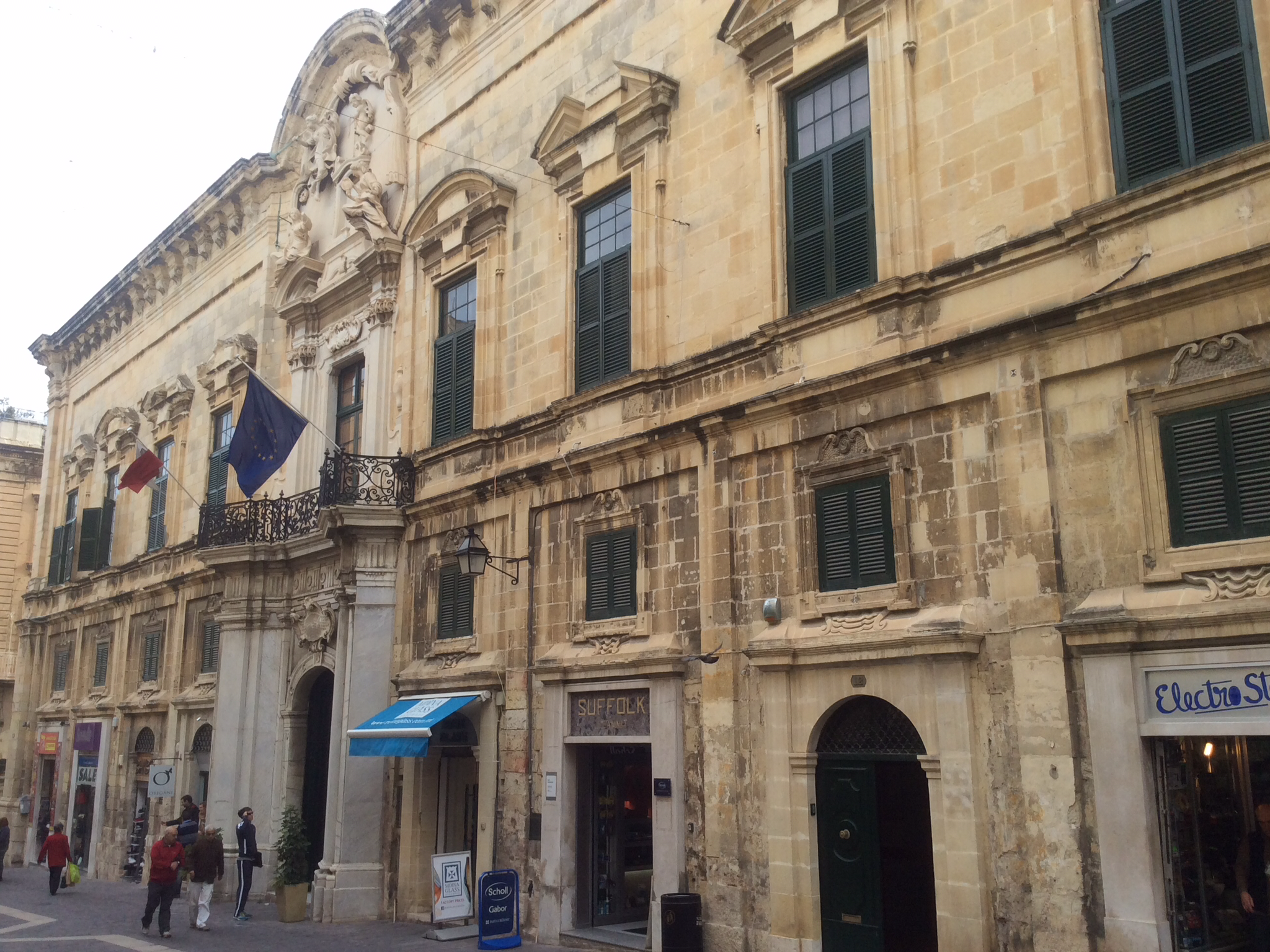
Castellania w Valletcie, zaprojektowana przez Francesco Zerafę i Giuseppe Boniciego w latach 1757–60

Podczas rządów Manuela Pinto da Fonseca popularnym był tzw. dojrzały barok, a budynki zbudowane w tym czasie to np. Zajazd Kastylijski (1741–45), Pinto Stores (1752) oraz Castellania (1757–60). Zajazd Kastylijski zaprojektowany został przez maltańskiego architekta Andreę Belliego i zastąpił wcześniejszy budynek manierystyczny autorstwa Girolamo Cassara. Ozdobna fasada zajazdu oraz schody wiodące do wejścia zostały zaprojektowane z rozmachem, zajazd jest uznawany za najbardziej monumentalny budynek barokowy na Malcie.

## Wiek XIX, XX oraz XXI

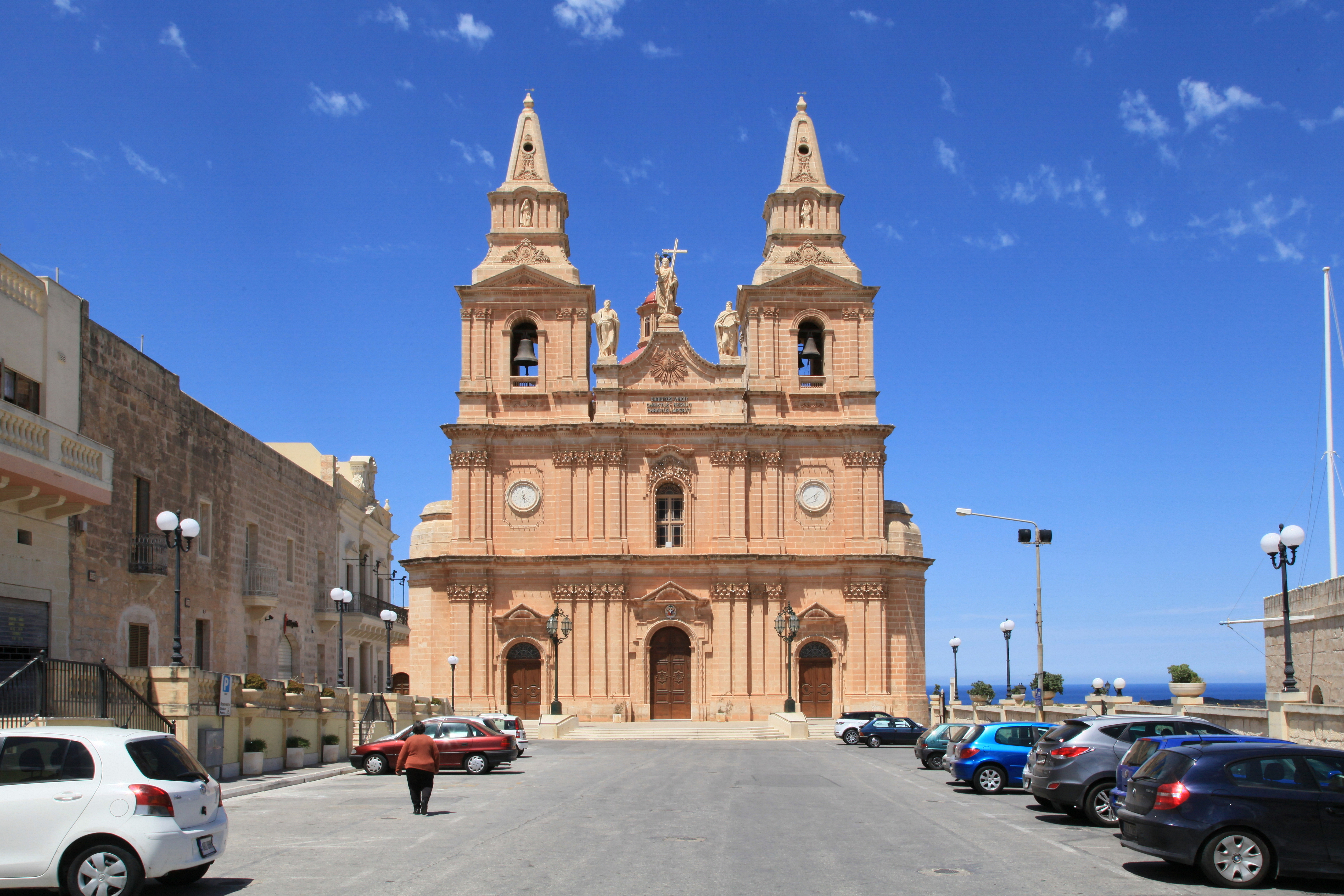
Kościół parafialny w Mellieħa, zbudowany w stylu barokowym w latach 1881–1898

Neoklasycyzm i inne style architektoniczne wprowadzone zostały na Maltę pod koniec wieku XVIII, i zostały upowszechnione, kiedy wyspa była kolonią brytyjską we wczesnych dekadach XIX wieku. Mimo wprowadzenia tych nowych stylów architektonicznych, barok wciąż był popularny wśród szlachty, budującej dla siebie pałace; jego elementy zaczęły pokazywać się w tradycyjnych maltańskich domach miejskich, takich jak Casa Nasciaro.
Styl barokowy był dominującym stylem w większości maltańskich kościołów przez cały wiek XIX i większość XX. Przykładami tego są kościół parafialny w Mellieħa (1881–98) oraz Rotunda w Xewkiji (1952–78). Kilka kościołów, zbudowanych w XXI wieku, wciąż ma znaczące elementy barokowe. Jest to m.in. kościół parafialny w Santa Venera, zbudowany w latach 1990–2005.
Historyk Giovanni Bonello szereguje barok maltański jako jeden z trzech "skarbów" maltańskiej architektury, na równi z megalitycznymi świątyniami oraz fortyfikacjami.